# Tore Torvbråten
Tore Torvbråten (n. 28 ianuarie 1968, Oslo, Norvegia) este un jucător de curl ce a reprezentat Norvegia, medaliat olimpic. A participat la o ediție a Jocurilor Olimpice (1998) în care a câștigat o medalie de bronz.

## Participări
Lista de mai jos prezintă principalele competiții la care a participat Tore Torvbråten de-a lungul carierei.
- curling at the 1998 Winter Olympics[*]